# Stade Dunlop
Le stade Dunlop est un stade situé à Montluçon, en France, inauguré en 1937. 
Il est l'ancien stade du club de football de l'EDS Montluçon.
Il est par ailleurs le stade-résident du club de Montluçon Football qui évolue en National 3 (ex CFA2) pour la saison 2017/2018. Le stade porte le nom Dunlop (usine de Montluçon créée en 1919). 
Il peut accueillir 3 200 spectateurs et contient 1 200 places assises.

## Histoire

### Affluence moyenne
- 1971 : 2 962 spectateurs (D2 Groupe B)
- 1972 : 2 453 spectateurs (D2 Groupe B)
- 1974 : 2 151 spectateurs (D2 Groupe A)
- 1975 : 3 015 spectateurs (D2 Groupe B)
- 1979 : 2 357 spectateurs (D2 Groupe A)

### Record affluence
Le record d'affluence est de 12 300 spectateurs, en 16e de finale de la Coupe de France contre l'Olympique de Marseille en 1975.

### Autres records affluences
- 1972 : 11 000 spectateurs : 8e de finale de la Coupe de France contre l'Olympique de Marseille
- 1980 : 4 139 spectateurs : (D2 Groupe A)
- 1989 : 11 000 spectateurs : 16e de finale contre Paris Saint-Germain

- 2008 : 4 000 spectateurs : 32e de finale de la Coupe de France contre le Football Club de Nantes[2]

## Accès

### Destination
- Trajet Lyon-Montluçon : 2 h 31 min (261,3 km) via A71 et A89
- Trajet Paris-Montluçon : 3 h 06 min (329,1 km) via A71 et A10
- Trajet Marseille-Montluçon : 5 h 20 min (569,3 km) via A7
- Trajet Bordeaux-Montluçon : 4 h 03 min (355,6 km) via N145 et N10
- Trajet Lille-Montluçon : 5 h 07 min (544,6 km) via A71 et A1

### Accès au stade
Le stade est situé à la sortie à la sortie de la ville direction Le Centre Aqualudique de la Loue, Parc des Sports de la Loue de Saint-Victor qui est situé à 4 min du stade (2,1 km). La zone commerciale est situé à 8 min du stade.

### Plan du stade
L'installation sportive "Stade Dunlop" se situe dans la commune de Montluçon, chemin de Maupertuis, où se trouvent les parkings pour les spectateurs locaux et visiteurs.

### Gare (trains, bus)
La gare est située dans le centre-ville de Montluçon avenue Marx-Dormoy.
Services : Intercités, TER Auvergne, Fret SNCF.